# Soungourlaré
Pour la commune, voir Soungourlaré (obchtina).
Soungourlare (bulgare : Сунгурларе) est une ville située dans l'est de la Bulgarie.

## Géographie

### Géographie physique
Soungourlaré est située dans l'est de la Bulgarie, à 323 km à l'est de la capitale Sofia et à 77 km au nord-ouest de la capitale régionale Bourgas. La ville est le chef-lieu de la commune de Soungourlaré.

### Géographie humaine
| 1926 | 1934  | 1946  | 1956  | 1965  | 1975  | 1985  | 1992  | 2001  |
| ---- | ----- | ----- | ----- | ----- | ----- | ----- | ----- | ----- |
| -    | 2 252 | 2 575 | 3 434 | 3 754 | 3 586 | 3 705 | 3 750 | 3 769 |

| 2011  | 2021  | 2022  | - | - | - | - | - | - |
| ----- | ----- | ----- | - | - | - | - | - | - |
| 3 185 | 2 890 | 2 726 | - | - | - | - | - | - |

,

## Histoire
Même si la région de Soungourlaré fut habitée dès la haute Antiquité, la date d'établissement de la localité actuelle n'est pas connue. Au début de la domination ottomane, le village était située à environ 1 kilomètre au nord-ouest de son emplacement actuel (vers le lieu-dit Ichimyata). Par la suite, les habitants se déplacèrent dans la vallée, à proximité d'une rivière. La localité actuelle est mentionnée, dans les registres turcs du XVIe siècle, sous les noms de Söngurlare et Söngurlar. Durant cette période, la population était majoritairement turque ou islamisée. Lors de la Guerre russo-turque de 1877-1878], les troupes de libération passèrent par Soungourlaré les 21 et 22 janvier 1878. 
Après la restauration de l'Histoire de la Bulgarie autonomie bulgare, la localité et ses environs furent rattachés à la Roumélie orientale (1878). Une partie des familles islamisées et des familles turques migrèrent vers le sud. Un bureau de poste fut ouvert en 1908 et une connexion téléphonique et télégraphique a été établie avec Karnobat. Lors du troubles de l'été et de l'automne 1923, il n'y a pas eu de troubles particuliers même si les unités militaires du VMRO ont pirs possession brièvement de la vallée. En 1927, la banque populaire Sungurlarska Dolina a été créée et, en 1928, la coopérative de production de vin Sungurlarski Misket (Muscat de Soungourlaré) également été créée afin de faciliter le développement de la production et du commerce de vin. 
Par le décret n°546 du 15 septembre 1964, le village de Soungourlaré obtint le statut de village-ville et, par le décret n°1942 du 17 septembre 1974, celui de ville.

## Administration
La ville de  Soungourlaré est le chef-lieu de la commune de Soungourlaré. Son maire est le maire de la commune.

## Galerie

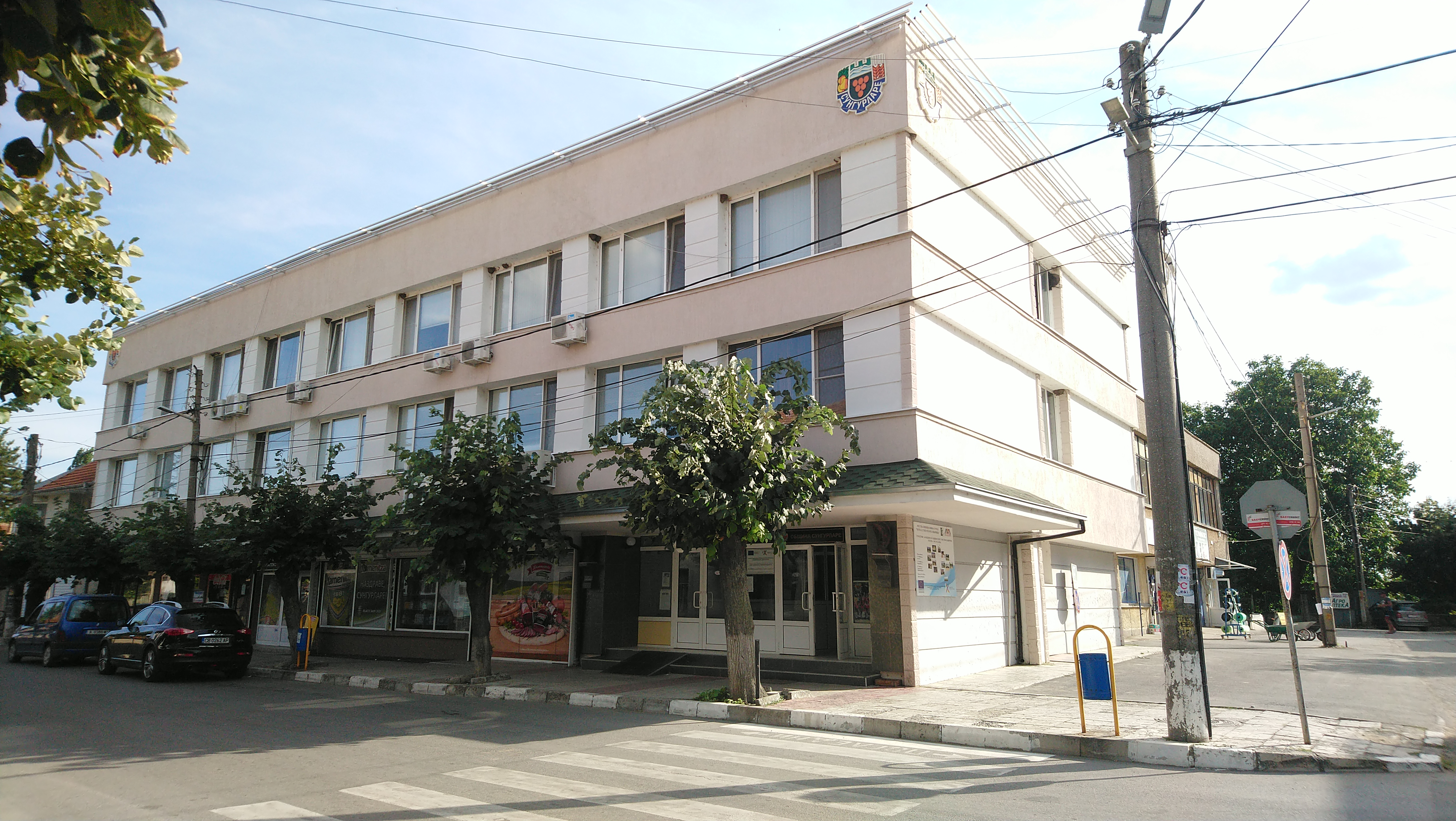
L'hôtel de ville
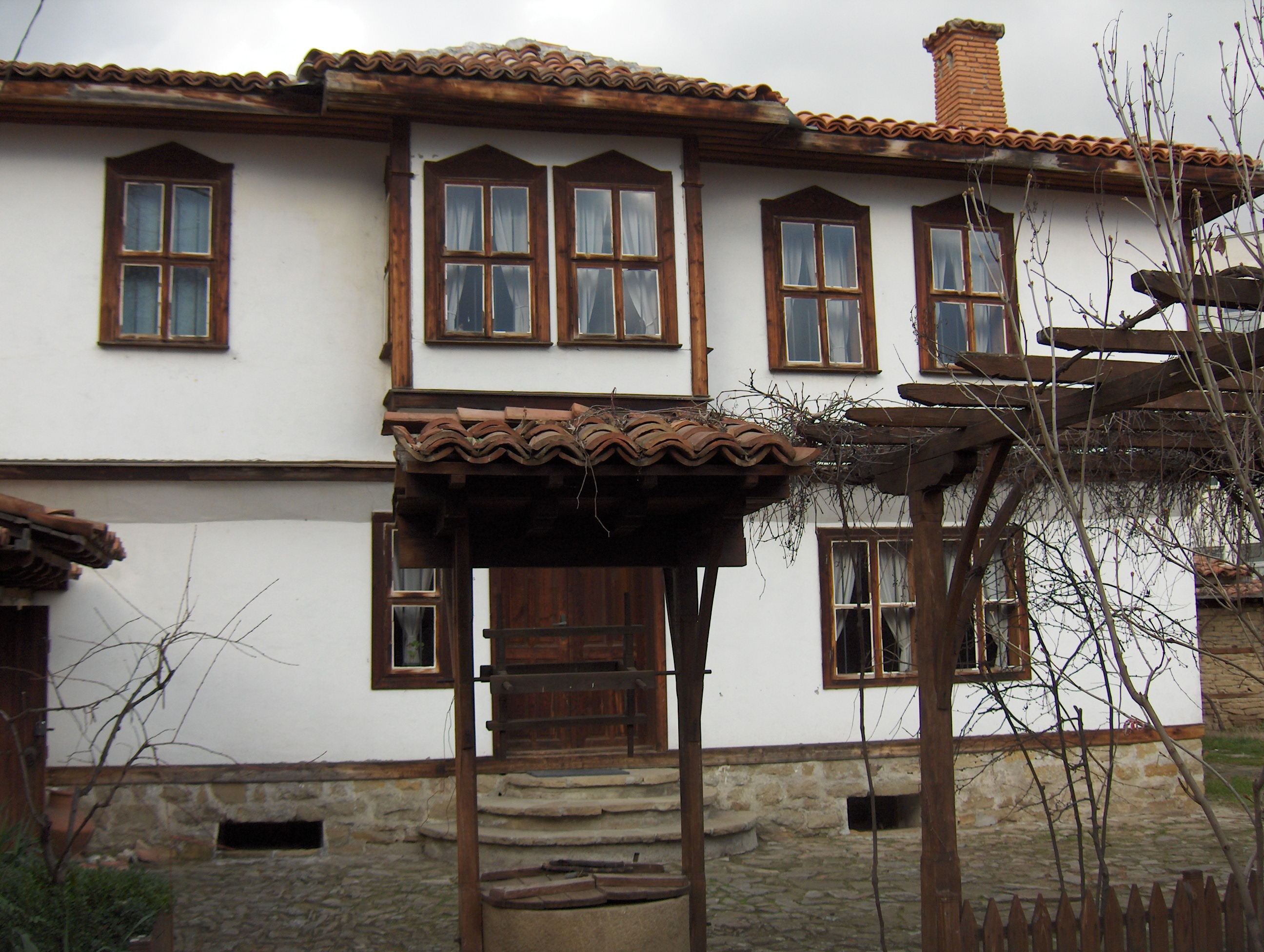
Le musée de la vigne et de la viticulture
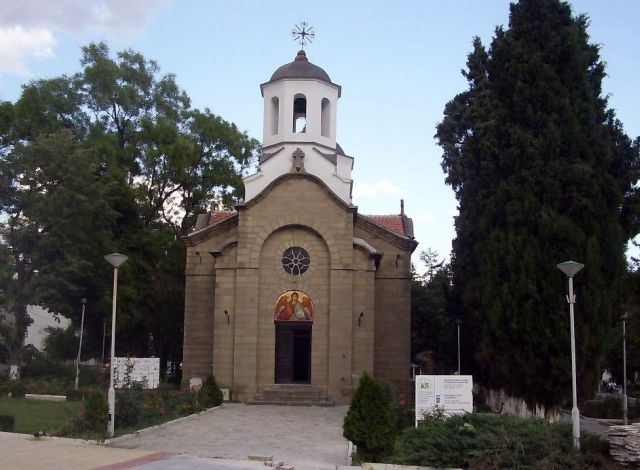
L'église Saint archange Michel